# Lago Nyos
Il lago Nyos è un lago di origine vulcanica nella provincia nord-occidentale del Camerun, a circa 315 km a nord-ovest di Yaoundé. È un lago profondo situato nel cratere di un vulcano quiescente nel massiccio del Monte Oku, nella linea dei vulcani del Camerun. Una diga naturale di roccia vulcanica racchiude le acque del lago.
Una sacca di magma giace al di sotto del lago provocando la fuoriuscita di anidride carbonica (CO2) che va a saturare le acque. Il Nyos è uno dei soli tre laghi in cui sono state trovate le condizioni di saturazione di gas che possono portare al fenomeno dell'eruzione di tipo limnico.

## Eruzione limnica del 1986

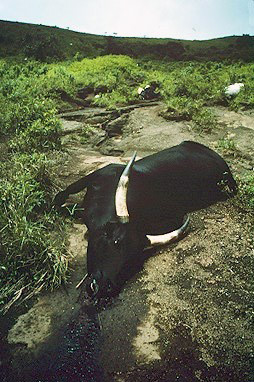
Un capo di bestiame soffocato dal gas del lago Nyos a seguito dell'eruzione di tipo limnico del 1986

Nella notte del 21 agosto 1986, la valle del lago fu colpita da un disastro naturale che uccise nel sonno più di 1700 persone, oltre che 3500 capi di bestiame. Inizialmente i rappresentanti delle autorità giunti ad indagare pensarono a un'improvvisa emissione di gas sulfurei, essendo la zona interessata da attività vulcaniche, mentre in seguito le vittime risultarono essere state uccise da una nube di CO2. Il fenomeno fu collegato a quello analogo, ma di proporzioni molto minori, accaduto al lago Monoun due anni prima e gli scienziati riuscirono a ricostruire la dinamica del disastro: un evento improvviso, probabilmente una frana, aveva mosso le acque del lago liberando l'anidride carbonica disciolta in esse in grandi concentrazioni. Questo fenomeno prese il nome di eruzione limnica.
È stato notato che le popolazioni indigene consideravano il lago un luogo abitato da spiriti assassini, perciò nessuna delle vittime era originaria della zona. Indagini scientifiche permisero di risalire alle cause del fenomeno: le acque del lago Nyos, profondo ben duecento metri, sono interessate da meromissi e trattengono un'enorme quantità di CO2 in soluzione; lo strato superficiale del lago, profondo circa cinquanta metri e alimentato soprattutto dalle acque piovane e dai fiumi, non ha scambi con lo strato più basso del lago che al contrario del primo presenta un'importante anomalia: è alimentato da una sorgente di carbonato di sodio che contribuisce a saturare l'acqua di anidride carbonica. Dato che nel punto di maggiore profondità del lago per ogni litro di acqua sono disciolti fino a dieci litri di anidride, l'eruzione dell'86 liberò nell'aria ottanta milioni di metri cubi di gas, con il conseguente esito osservato.
Alcune stime hanno ipotizzato che, in seguito all'esplosione limnica del 1986, la concentrazione di CO2 sia tornata ai livelli precedenti al disastro già nel 1992, senza che nessuna precauzione fosse presa per evitare il ripetersi della tragedia. La zona circostante il lago è stata evacuata dal governo camerunese negli anni seguenti e, per evitare il ripetersi dell'eruzione limnica, nel 2001 è stato installato un sistema di degassamento costituito da un sifone che aspira acqua dal fondo del lago in modo da provocare una lenta e costante fuoriuscita del gas. Due ulteriori tubi sono stati installati nel 2010.
Un ulteriore potenziale elemento di rischio è dato dall'indebolimento della diga naturale di roccia che circonda il lago. Un suo crollo potrebbe causare la fuoriuscita dell'acqua del lago con effetti disastrosi sui villaggi circostanti. L'area stimata interessa circa 10.000 persone.